# Minusio
Minusio (in tedesco Maniss, desueto, in dialetto ticinese Minüs) è un comune svizzero di 7 498 abitanti del Canton Ticino, nel distretto di Locarno.

## Geografia fisica
Minusio si affaccia sul Lago Maggiore.

## Storia
Minusio nel Medioevo era chiamato Menuxio (1061) ed era parte della comunità di Locarno. Durante questo periodo Minusio ottenne via via maggiori autonomie in ambito sociale ed economico. Già nel 1313 risultano 175 capitoli degli statuti viciniali e alcune pergamene conservate negli archivi locali.
La comunità del Locarnese, comprendente una ventina di vicinie o piccole podesterie, fece parte dell'area di influenza della città di Milano fino al 1513. In seguito divenne parte dei baliaggi dei Confederati. Durante questo periodo Minusio divenne un importante snodo per il traffico di soldati mercenari e di varie mercanzie, grazie alla presenza della famiglia di origine urana degli A Pro che edificò la Casa di Ferro, una fortezza-caserma sulle sponde del Lago Maggiore (1558).

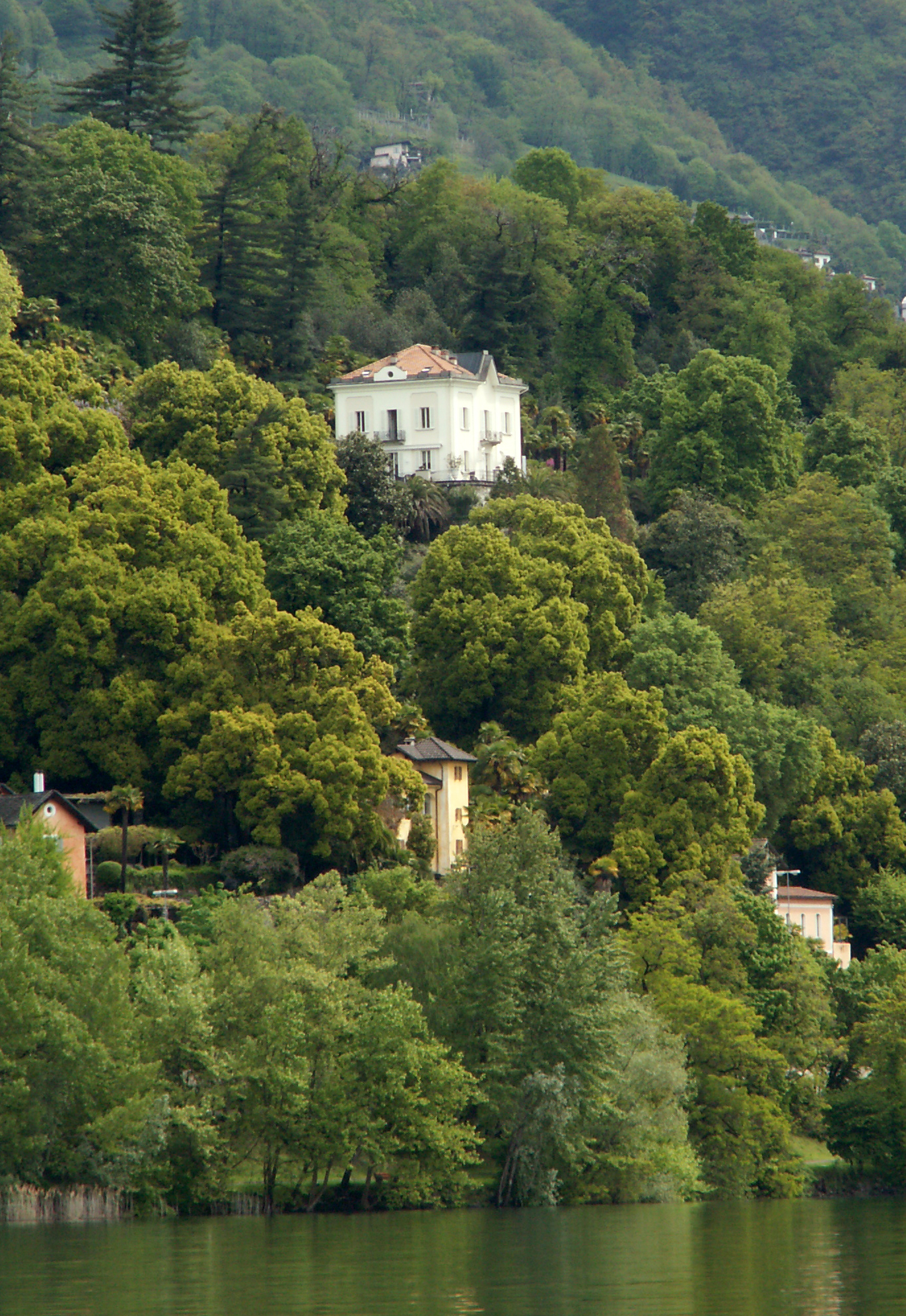
La Baronata

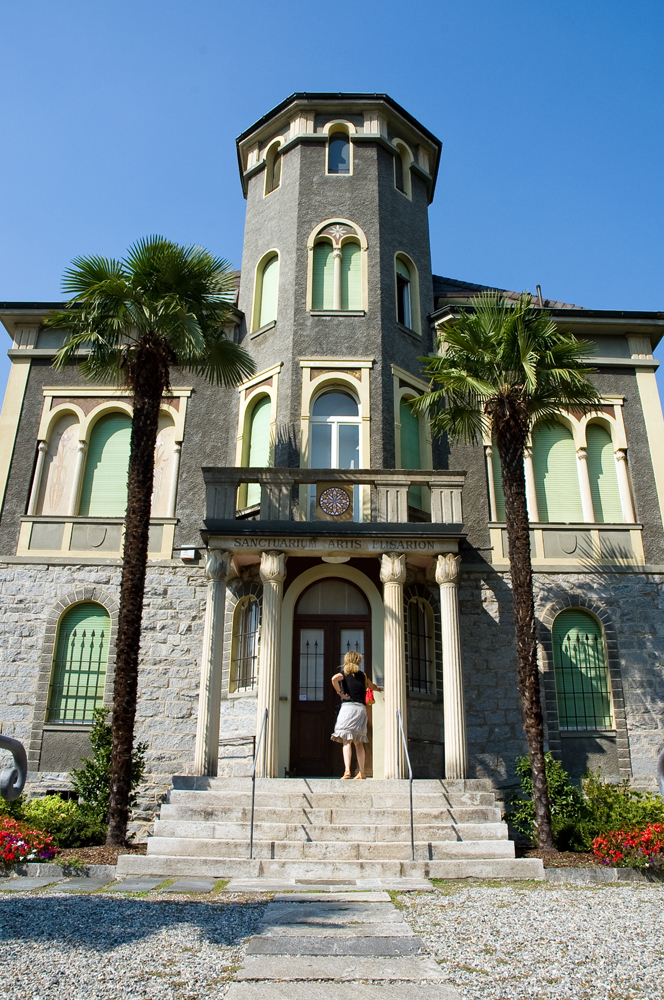
L'ingresso della villa Elisarion, oggi sede del Centro Culturale Elisarion

Durante il XIX e l'inizio del XX secolo molte personalità di rilievo trovarono ospitalità a Minusio come testimoniano le diverse ville e parchi ancora presenti sul pendio che si apre sul Golfo di Mappo. La Verbanella, ormai demolita, ospitò negli anni 1846-1866 lo scrittore e politico italiano Angelo Brofferio, mentre alla Baronata soggiornarono prima, negli anni 1873-1874, il filosofo e anarchico russo Michail Bakunin e successivamente l'anarchico italiano Carlo Cafiero. La Roccabella appartenne inizialmente a famiglie dell'aristocrazia russa e in seguito a quella del politico svizzero Rinaldo Simen. All'inizio del XX secolo il poeta e pittore Elisar von Kupffer fece costruire con il filosofo tedesco Eduard von Mayer la Villa Elisarion sul confine con Muralto.

## Monumenti e luoghi d'interesse

### Architetture religiose

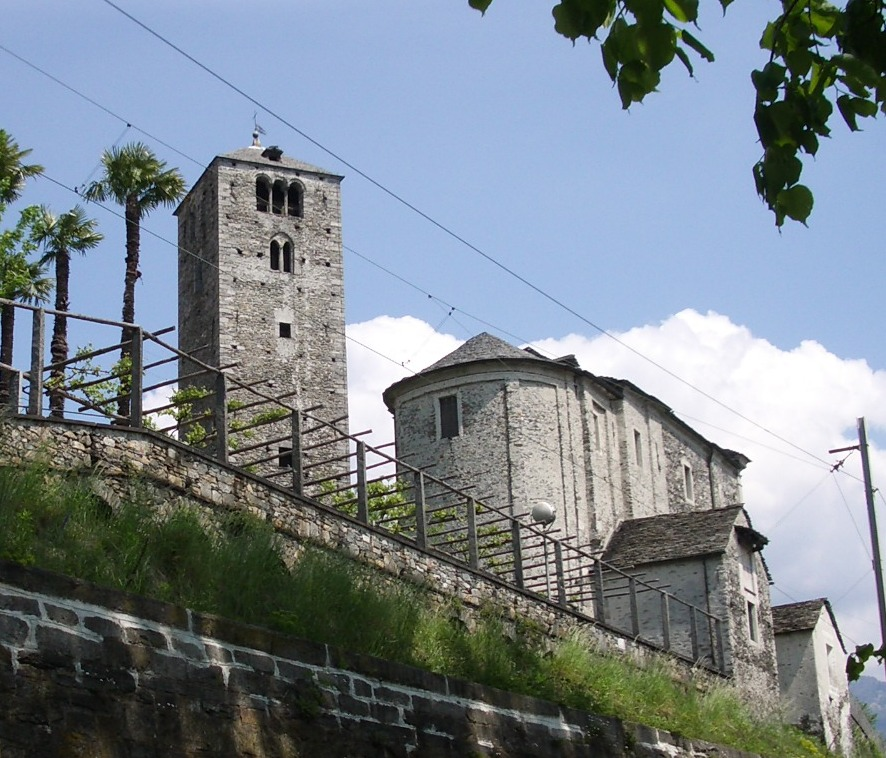
La chiesa di San Quirico

- Chiesa parrocchiale dei Santi Rocco e Quirico, del XV secolo[1]
- Chiesa-oratorio del Santo Crocifisso in località Cadogno, del XVIII secolo[1]
- Chiesa di San Quirico in località Rivapiana, romanica con torre di vedetta, attestata nel 1313[1][6]
- Chiesa di Santa Maria delle Grazie, del XVII secolo[7]
- Cappella dell'Addolorata, meglio nota come Cappella della Madonna dei sette dolori,[6] edificio del XVII secolo realizzato in stile barocco[6] nei pressi del Castello di Ferro
- Oratorio di Santa Maria Ausiliatrice, realizzato negli anni 1925-1926 nella zona montuosa di Codonico[7]
- Cappella di Casa Rea, realizzata nel 1990 all'interno dell'omonima casa anziani[7]

### Architetture militari
- Castello di Ferro, noto anche come Ca' di Ferro,[6] edificio realizzato nel 1558[1] da Peter A Pro del Canton Uri[6] come luogo di reclutamento mercenari[6].

### Architetture civili
- La Baronata
- Villa Margherita sul Lago Maggiore[senza fonte]
- Villa San Quirico e il suo parco pubblico[senza fonte]
- Villa Elisarion (ufficialmente Sanctuarium Artis Elisarion[senza fonte], del 1925-1929[1], sede di mostre e conferenze.
- Centro anziani Casa Rea, persone di tutte le età possono sfogarsi presso il bocciodromo più vecchio del paese, datato 1874. Casa Rea è munita di un parco giochi per i bambini e di un campo di calcio nelle vicinanze.

## Infrastrutture e trasporti
Minusio è servita dalla stazione di Minusio.

## Società

### Evoluzione demografica
L'evoluzione demografica è riportata nella seguente tabella:
Abitanti censiti

## Amministrazione
Ogni famiglia originaria del luogo fa parte del cosiddetto comune patriziale e ha la responsabilità della manutenzione di ogni bene ricadente all'interno dei confini del comune. Presidente dell'ufficio patriziale (2017-2021) è Renzo Merlini.

### Gemellaggi
- Biassono (MB), dall'8 maggio 2010[10]